# Tanytarsus tamaduodecimus
Tanytarsus tamaduodecimus är en tvåvingeart som beskrevs av Sasa 1983. Tanytarsus tamaduodecimus ingår i släktet Tanytarsus och familjen fjädermyggor. Inga underarter finns listade i Catalogue of Life.